# Phrynopus oblivius
Phrynopus oblivius es una especie de anfibio anuro de la familia Craugastoridae.

## Distribución geográfica
Esta especie es endémica de la provincia de Tarma en la región de Junín, Perú. Habita en el área de Maraynioc entre los 3210 y 3220 metros sobre el nivel del mar.

## Descripción
Los machos miden de 17.5 a 19.7 mm y las hembras de 21.8 a 23.9 mm.

## Etimología
El nombre específico oblivius proviene del participio pasado del verbo latín oblitus, que significa olvidado, con referencia al hecho de que esta especie ha sido confundida durante mucho tiempo con Phrynopus montium.

## Publicación original
- Lehr, 2007 : New eleutherodactyline frogs (Leptodactylidae: Pristimantis, Phrynopus) from Peru. Bulletin of the Museum of Comparative Zoology, vol. 159, n.º 2, p. 145-178[5]